# Itaquaquecetuba
Itaquaquecetuba este un oraș în São Paulo (SP), Brazilia.